# 陈叔忠
陈叔忠（582年—611年8月19日），字子仪，南朝陈宣帝第三十六子。
祯明二年（588年）封永城王。次年陈朝被隋朝所灭。隋炀帝大业四年（608年），获授平凉县令。任上清雅博古，善于交际，为官清廉，治政有方。大业七年（611年）在平凉县治所去世，葬于京兆郡长安县大统乡道则里墓地。
据已出土的《隋陈叔忠墓志》，可纠正《陈书》中陈叔忠未及封王及祯明二年受封诸王中没有陈叔忠的记载。